# Wereldkampioenschap schaatsen allround vrouwen 1938
Het zesde Wereldkampioenschap schaatsen allround voor vrouwen werd op 9 en 10 februari 1938 verreden in het Frogner stadion in Oslo, Noorwegen.
Er deden slechts 10 deelneemsters uit vijf landen (Noorwegen, Duitsland, Finland, Nederland en de Verenigde Staten) aan deze editie mee.
De enige Nederlandse, Gonne Donker, deed voor de tweede keer mee, en behaalde de eerste afstandsmedaille (brons op de 500m) voor Nederland op het WK.
Ook dit kampioenschap werd over vier afstanden verreden, respectievelijk de 500m, 3000m, 1000m, en 5000m.
De Noorse Laila Schou Nilsen (1e in 1935 en '37) werd voor de derde keer wereldkampioene, voor de Finse Verné Lesche (4e keer op podium) en de Noorse Synnøve Lie (voor de zesde opeenvolgende keer op het podium). Er waren vier debutanten in 1938.

## Afstandsmedailles
| Afstand | Goud ·             | Zilver ·    | Brons ·            |
| ------- | ------------------ | ----------- | ------------------ |
| 500m    | Laila Schou Nilsen | Maddy Horn  | Gonne Donker       |
| 3000m   | Verné Lesche       | Synnøve Lie | Undis Blikken      |
| 1000m   | Laila Schou Nilsen | Maddy Horn  | Undis Blikken      |
| 5000m   | Verné Lesche       | Synnøve Lie | Laila Schou Nilsen |

## Klassement
| Rang   | Schaatsster        | Land             | Punten  | 500m      | 3000m      | 1000m       | 5000m       |
| ------ | ------------------ | ---------------- | ------- | --------- | ---------- | ----------- | ----------- |
| Goud   | Laila Schou Nilsen | Noorwegen        | 220,537 | 50,7 (1)  | 6.06,4 (4) | 1.40,3 (1)  | 9.46,2 (3)  |
| Zilver | Verné Lesche       | Finland          | 224,160 | 54,0 (5)  | 5.53,7(1)  | 1.45,7 (6)  | 9.43,6 (1)  |
| Brons  | Synnøve Lie        | Noorwegen        | 225,003 | 53,9 (4)  | 6.01,4 (2) | 1.44,8 (4)  | 9.44,7 (2)  |
| 4      | Maddy Horn         | Verenigde Staten | 227,710 | 51,2 (2)  | 6.17,7 (5) | 1.43,4 (2)  | 10.18,6 (5) |
| 5      | Undis Blikken      | Noorwegen        | 227,977 | 55,5 (6)  | 6.05,8 (3) | 1.44,4 (3)  | 9.53,1 (4)  |
| 6      | Gonne Donker       | Nederland        | 232.517 | 53,3 (3)  | 6.25,3 (6) | 1.45,1 (5)  | 10.24,5 (6) |
| 7      | Ruth Hiller        | nazi-Duitsland   | 243,867 | 56,7 (7)  | 6.43,6 (7) | 1.51,3(7)   | 10.42,5 (7) |
| 8      | Edith Kleven       | Noorwegen        | 248,203 | 58,1 (9)  | 6.52,1 (8) | 1.54,1 (8)  | 10.43,7 (8) |
| NS4    | Inger Jørgensen    | Noorwegen        | 185,650 | 57,8 (8)  | 6.55,2 (9) | 1.57,9 (9)  | NS          |
| NS4    | Ingeborg Larsen    | Noorwegen        | 118,300 | 58,5 (10) | NF         | 1.59,6 (10) | NS          |

* = met val
NC = niet gekwalificeerd
NF = niet gefinisht
NS = niet gestart
DQ = gediskwalificeerd
Vet gezet = kampioenschapsrecord